# Madagaskar-Flughuhn
Das Madagaskar-Flughuhn (Pterocles personatus) ist ein in Madagaskar beheimatetes Flughuhn und gehört zu den Eigentlichen Flughühnern (Pterocles).
Der Vogel ist in Madagaskar endemisch und kommt in der Westhälfte der Insel vor.
Der Lebensraum umfasst Savanne und offene trockene baumbestandene Flächen bis 1000 bis 1200 m Höhe, auch offene Fluss- und Seeufer.
Das Artepitheton kommt von lateinisch persona ‚Maske‘.

## Merkmale

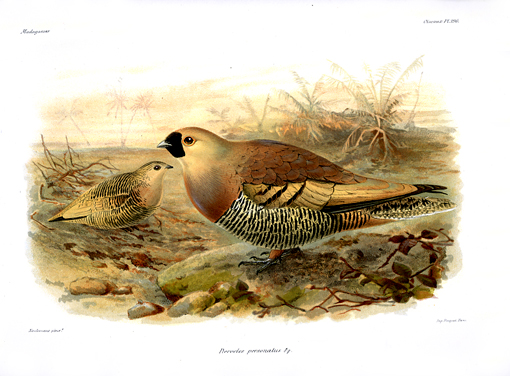
Madagaskar-Flughühner, Illustration

Die Art ist 35 bis 36 cm groß, massiger, dicklicher Körper, breite, spitze Flügel mit blassen Spiegeln auf der Flügeloberseite, sie fliegt schnell und kraftvoll.
Das Männchen ist sandfarben bis rötlich-braun und kontrastierender schwarzer Maske.
Gegenüber dem (Pterocles coronatus) und den (Pterocles decoratus), die beide auch kurze mittlere Steuerfedern und eine schwarze Maske aufweisen, ist die Färbung deutlich unterschiedlich mit ungebändert rötlich-brauner Brust und dicht schwarz gebänderter Unterseite. Das Weibchen ist auch auf der Oberseite dicht bräunlich quergestreift und hat einen schwärzlich-braunen Scheitel mit zimtfarbener Bänderung, schwärzlich gestreiften Nacken, schwarze Bänderung auf den Flanken. Bei beiden ist die Iris braun mit gelben Augenring, der Schnabel ist bläulich, die Beine sind gelbbraun. Bei Jungvögeln sind die Flügel blass mit schwarzer Bänderung.
Die Art ist monotypisch.

## Stimme
Der Ruf wird als schnelles "catch-catcha-catcha" oder "ag-ag-ag-ag-ag" beschrieben, meist rufen zahlreiche Vögel gleichzeitig, mehr im Flug und Anflug auf Wasserstellen. Der Ruf schwillt an und schwächt sich wieder ab.

## Lebensweise
Die Art sammelt sich morgens und abends oft in größeren Gruppen an Wasserstellen, kann dort aber auch tagsüber angetroffen werden.
Die Nahrung besteht vermutlich aus Pflanzensamen, aber auch Insekten.
Die Brutzeit liegt vermutlich zwischen August bis November und April bis Juni. Die Art gilt als monogam, das Nest ist eine flache Vertiefung im Boden, das Gelege besteht aus drei grünlich-braunen, zart grau und braun gefleckten Eiern, die von beiden Elternvögeln ausgebrütet werden.

## Gefährdungssituation
Der Bestand gilt als nicht gefährdet (Least Concern).